# James Barton Longacre
James Barton Longacre (11 agosto 1794 – 1º gennaio 1869) è stato un incisore e medaglista statunitense, che fu il quarto incisore capo della United States Mint dal 1844 alla sua morte.

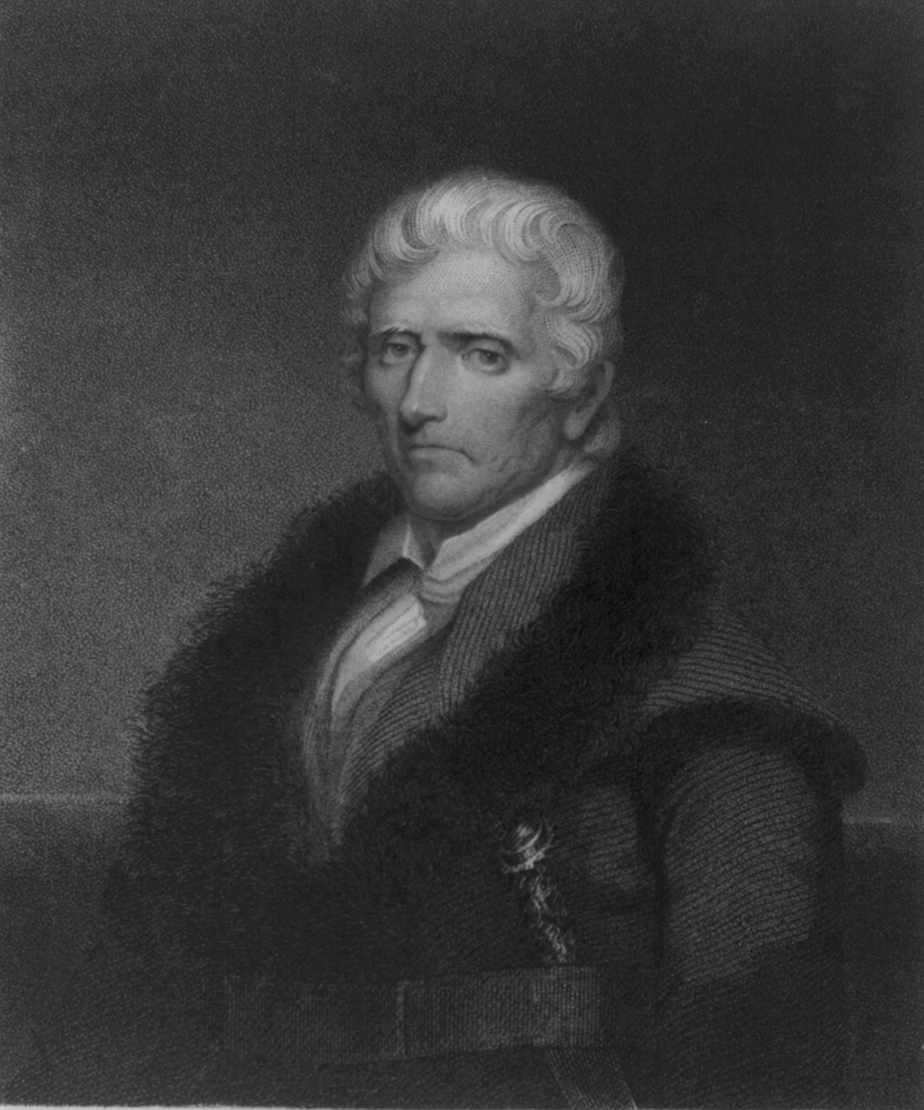
Incisione di Longacre del 1835 line and stipple raffigurante Daniel Boone, basata su un dipinto di Chester Harding.

Divenne Chief Engraver, dopo Christian Gobrecht, alla morte di quest'ultimo.
Longacre è probabilmente più conosciuto per avere disegnato il Indian Head cent, ma fu anche responsabile del disegno del Shield nickel, Flying eagle cent, della moneta da due centesimi e tre centesimi, del Gold dollar, di una monete d'oro da tre dollari e della prima moneta da 20 dollari, nota come double eagle.
Dal 1833 al 1839, Longacre e James Herring pubblicarono The National Portrait Gallery of Distinguished Americans, che presenta i ritratti e scene biografiche.